# Aeroportul Municipal Cordova
Aeroportul Municipal Cordova (IATA: CKU, FAA LID: CKU) este un aeroport din Alaska, Statele Unite ale Americii ce deservește zona Cordova. Aeroportul a fost tranzitat în 2019 de 10 pasageri. A fost numit după zona deservită.
Situat la o altitudine de 4 m, aeroportul dispune de 1 pistă.

## Infrastructură

### Piste
Aeroportul dispune de o singură pistă. Pista 06/24 are suprafața de pietriș și dimensiunile 1.800 picioare × 60 picioare. 